# Destriz e Reigoso
Destriz e Reigoso (oficialmente: União das Freguesias de Destriz e Reigoso) é uma freguesia portuguesa do município de Oliveira de Frades, com 22,76 km² de área e 587 habitantes (censo de 2021). A sua densidade populacional é 25,8 hab./km².

## História
Foi criada aquando da reorganização administrativa de 2012/2013, resultando da agregação das antigas freguesias de Destriz e Reigoso.

## Demografia
A população registada nos censos foi:
| Distribuição da População por Grupos Etários | Distribuição da População por Grupos Etários | Distribuição da População por Grupos Etários | Distribuição da População por Grupos Etários | Distribuição da População por Grupos Etários | Distribuição da População por Grupos Etários |
| -------------------------------------------- | -------------------------------------------- | -------------------------------------------- | -------------------------------------------- | -------------------------------------------- | -------------------------------------------- |
| Antes da agregação                           |                                              |                                              |                                              |                                              |                                              |
| Ano                                          | 0-14 anos                                    | 15-24 anos                                   | 25-64 anos                                   | >= 65 anos                                   | Total                                        |
| 2001                                         | 114                                          | 120                                          | 356                                          | 182                                          | 772                                          |
| 2011                                         | 79                                           | 74                                           | 358                                          | 177                                          | 688                                          |
| Após a agregação                             |                                              |                                              |                                              |                                              |                                              |
| Ano                                          | 0-14 anos                                    | 15-24 anos                                   | 25-64 anos                                   | >= 65 anos                                   | Total                                        |
| 2021                                         | 45                                           | 56                                           | 300                                          | 186                                          | 587                                          |